# ジャングル・ブック (1967年の映画)
『ジャングル・ブック』（原題：The Jungle Book）は、1967年10月18日公開のアメリカ合衆国のアドベンチャー映画、ディズニーによるアニメーション映画。日本での公開は1968年8月6日。またウォルト・ディズニーの死後、最初に公開された長編作品である。

## ストーリー
インドのジャングルに住むモーグリは、赤ん坊の頃に黒ヒョウのバギーラに拾われ、オオカミの家族に育てられた人間の少年。
しかし、ある日人間を憎んでいるトラのシア・カーンが現れ、オオカミたちはモーグリを人間の村に帰す決心をする。モーグリはジャングルに残りたかったが、バギーラに連れられて人間の村へと旅立つ。
旅の途中でモーグリはジャングルのサルの王キング・ルーイ、催眠術を操るヘビのカー、怠け者だが陽気で優しいクマのバルーと出会い、特に音楽と踊りを愛するバルーと意気投合する。しかし、シア・カーンが虎視眈々とモーグリの命を狙っていた。

## 登場キャラクター
モーグリ
やんちゃな人間の少年。生まれてまもなくバギーラに拾われ､オオカミに育てられる。
バギーラ
赤ん坊のモーグリを拾った優しい黒豹。モーグリを人間の村へ返そうとする。
バルー
楽天的で陽気なクマ。モーグリの親友になる。モーグリを村に返すというバギーラの提案に最初は反対するものの、モーグリのためを思って村へ返そうとする。「The Bare Necessities（何も必要ない）」という歌を歌うが、「The Bear Necessities（クマの必要性）」というのをかけている。
後にディズニーのスピンオフアニメ『テイルスピン』に「飛行機乗りのクマ」という設定で主演した。
キング・ルーイ
ジャングルのサルの王をつとめるオランウータン。書籍などによっては名前をキング・ルイとしているものもある。人間になることが望みで、バナナと引き換えに火の使い方をモーグリに教わろうとする。双子がいて、彼の名はキング・ラリー。キング・ルーイは原作には登場しないキャラクターで『ハウスオブマウス』でミッキーと共演を果たした。
後にディズニーのスピンオフアニメ『テイルスピン』に「バルーの行きつけの店主」という設定で登場している。
シア・カーン
モーグリの命を狙うベンガルトラ。本作のディズニー・ヴィランズ。その強さと冷酷さからジャングルの動物に恐れられているが、火をひどく恐れている。火を使う人間を憎み、ジャングルに入った人間を殺してしまう。
カー
目を回して催眠術を操るニシキヘビ。モーグリを食べようとたくらんでいる。他の動物のようにシア・カーンを恐れているが、表向きは友好的に振舞う。
ハティ大佐
ゾウの軍隊を率いる隊長。勲章を貰った事を自慢としている。
アキーラ
モーグリを育てたオオカミの長老。バギーラに頼んでモーグリを人間の村に返すことに決めた。

## 挿入歌
- ハティ大佐のマーチ (Colonel Hathi's March)　歌：立花敏弘、山口淳史、ミュージッククリエイション
- ドゥー・ビー・ディードゥー（Doo Bah Dee Doo）歌：鹿野由之
- ザ・ベアー・ネセシティ (The Bare Necessities)　歌：鹿野由之、中崎達也、石塚勇
- 君のようになりたい (I Wan'na Be Like You)　歌：石原慎一、鹿野由之
- 信じてほしい (Trust in Me)　歌：八代駿
- それでこそ友達 (That's What Friends Are For)　歌：風雅なおと、市之瀬洋一、鹿野由之、安西康高、中崎達也、鈴木雪夫
- 私のおうち (My Own Home)　歌：緒方園子

## キャスト
| 役名           | 原語版声優                                | 日本語吹き替え | 日本語吹き替え                |
| 役名           | 原語版声優                                | 1968年版       | ブエナビスタ版                |
| -------------- | ----------------------------------------- | -------------- | ----------------------------- |
| バルー         | フィル・ハリス                            | 千葉順二       | 台詞：郷里大輔 うた：鹿野由之 |
| バギーラ       | セバスチャン・キャボット                  | 春日章良       | 台詞：今西正男 うた：石塚勇   |
| キング・ルーイ | ルイ・プリマ                              | ?              | 石原慎一                      |
| シア・カーン   | 台詞：ジョージ・サンダース 歌：ビル・リー | 三波誠也       | 台詞：加藤精三 うた：鈴木雪夫 |
| カー           | スターリング・ホロウェイ                  | ?              | 八代駿                        |
| ハティ大佐     | J・パット・オマリー                       | 坂本新兵       | 台詞：富田耕生 うた：立花敏弘 |
| バジー         | J・パット・オマリー                       | ?              | 鹿野由之                      |
| モーグリ       | ブルース・ライザーマン                    | 阿部浩司       | 中崎達也                      |
| ジィギー       | ディグビー・ウォルフェ                    | ?              | 市之瀬洋一                    |
| ディジー       | ロード・ティム・ハドソン                  | ?              | 風雅なおと                    |
| フラップス     | チャド・スチュアート                      | ?              | 安西康高                      |
| シャンティ     | ダーリーン・カー                          | ?              | 緒方園子                      |
| アキーラ       | ジョン・アボット                          | ?              | 藤本譲                        |
| ラマ           | ベン・ライト                              | ?              | 小島敏彦                      |
| 子ゾウ         | クリント・ハワード                        | 杉山博         | 山口淳史                      |
| ウィニフレッド | ヴェルナ・フェルトン                      | ?              | 片岡富枝                      |
| フランキー     | レオ・デ・リヨン                          | ?              | ?                             |
| モンキー       | ビル・スカイルズ ピート・ヘンダーソン     | ?              | 島田敏 江原正士               |
| ゾウ           | ハル・スミス ラルフ・ライト               | 小林博士       | ?                             |
| ナレーター     | -                                         | 水垣洋子       | -                             |

- 初公開版：1968年製作、劇場公開
- 新版：1994年製作、ブエナ・ビスタ発売

## スタッフ

### 映像制作
| 製作                 | 製作 | ウォルト・ディズニー、ロイ・O・ディズニー                                                            |
| 原作                 | 原作 | ラドヤード・キップリング                                                                             |
| 脚本                 | 脚本 | ラリー・クレモンズ、ラルフ・ライト、ケン・アンダーソン、ヴァンス・ジェリー                           |
| 音楽                 | 音楽 | ジョージ・ブランズ                                                                                   |
| 楽曲制作             | 楽曲制作 | シャーマン兄弟                                                                                       |
| オーケストレーション | オーケストレーション | ウォルター・シーツ                                                                                   |
| イメージボード       | イメージボード | バーニー・マティソン、フロイド・ノーマン                                                             |
| 作画監督             | モーグリ シア・カーン カー | ミルト・カール                                                                                       |
| 作画監督             | キング・ルーイ | フランク・トーマス                                                                                   |
| 作画監督             | シャンティ バルー バギーラ | オリー・ジョンストン                                                                                 |
| 作画監督             | ハティ大佐 ウィニフレッド | ジョン・ラウンズベリー                                                                               |
| レイアウト           | レイアウト | ドン・グリフィス、バジル・デヴィドヴィチ、デイル・バーンハート、トム・コドリック、シルヴィア・コッブ |
| 原画                 | アキーラ | エリック・ラーソン                                                                                   |
| 原画                 | ハル・キング、ウォルト・スタンチフィールド、エリック・クレワース、フレッド・ヘルミック、ジョン・ユーイング、ディック・ルーカス、ハル・アンブロ、ミルトン・グレイ | |
| エフェクト原画       | エフェクト原画 | ダン・マクマナス                                                                                     |
| 動画                 | 動画 | ボブ・リチャードソン、ドリス・A・プラウ                                                              |
| 美術監督             | 美術監督 | アル・デンプスター                                                                                   |
| 背景                 | 背景 | ビル・レイン、アート・ライリー、ラルフ・ヒューレット、セルマ・ウィトマー、フランク・アーミテイジ     |
| 撮影                 | 撮影 | ボブ・ブロートン                                                                                     |
| 録音                 | 録音 | ロバート・O・クック                                                                                  |
| 音楽編集             | 音楽編集 | イヴリン・ケネディ                                                                                   |
| 編集                 | 編集 | トム・アコスタ、ノーマン・カーライル                                                                 |
| 制作担当             | 制作担当 | ドン・ダックウォール                                                                                 |
| アニメーション制作   | アニメーション制作 | ウォルト・ディズニー・プロダクション                                                                 |
| 監督                 | 監督 | ウォルフガング・ライザーマン                                                                         |
| 配給                 | 配給 | ブエナ・ビスタ                                                                                       |

### 日本語版音声制作
| プロデューサー        | 山本千絵子                                  |
| 演出                  | 山田悦司                                    |
| 訳詞                  | 片桐和子                                    |
| 音楽演出              | 深澤茂行                                    |
| 脚本翻訳 録音スタジオ | アオイスタジオ                              |
| 録音制作              | トランスグローバル                          |
| 日本語版制作          | DISNEY CHARACTER VOICES INTERNATIONAL, INC. |

## 関連作品
- ジャングル・ブック - 本作を実写映画化した作品。
- ジャングル・ブック2 - 本作の続編のアニメ映画。
- テイルスピン - 本作のスピンオフのアニメシリーズ。
- ジャングル・カブス - 本作のスピンオフで、登場人物の子供時代を描いたアニメシリーズ。

## 関連ゲーム
- Kinect: ディズニーランド・アドベンチャーズ - モーグリやバルゥ等も登場するゲーム。